# Esporte Clube Dourados
Esporte Clube Dourados é uma agremiação esportiva da cidade do Rio de Janeiro, fundada a 15 de novembro de 1955. Atualmente disputa competições de futebol de 7.

## História
O clube disputou o Departamento Autônomo do Rio de Janeiro nos anos 70.

## Títulos
- Vice-campeão do Torneio Início do Departamento Autônomo (1977);